# Радґощ (Великопольське воєводство)
Радґощ (пол. Radgoszcz, нім. Radegosch) — село в Польщі, у гміні Мендзихуд Мендзиходського повіту Великопольського воєводства.
Населення — 404 особи (2011).
У 1975—1998 роках село належало до Гожовського воєводства.

## Демографія
Демографічна структура станом на 31 березня 2011 року:
|          | Загалом | Допрацездатний вік | Працездатний вік | Постпрацездатний вік |
| -------- | ------- | ------------------ | ---------------- | -------------------- |
| Чоловіки | 209     | 43                 | 155              | 11                   |
| Жінки    | 195     | 39                 | 134              | 22                   |
| Разом    | 404     | 82                 | 289              | 33                   |